# 印第安諾拉 (佛羅里達州)
印第安諾拉（英語：Indianola）是位於美國佛羅里達州布里瓦德縣的一個非建制地區。該地的面積和人口皆未知。

## 地理
印第安諾拉的座標為28°23′46″N 80°42′54″W / 28.39611°N 80.71500°W，而該地的平均海拔高度為1米（即3英尺）。